# 幸せであるように
「幸せであるように」（しあわせであるように）は、FLYING KIDSの楽曲および1枚目のシングル。

## FLYING KIDSのシングル
1990年4月4日にビクター音楽産業から発売。FLYING KIDSのメジャー・デビュー・シングル。初回特典はオリジナル・デザインのバンダナ。1stアルバム『続いてゆくのかな』には、シンセサイザー・ソロのコーダが足された、ロング・ヴァージョンで収録。MVに鈴木蘭々が出演。過去発売の全てのベスト・アルバムに収録。

### 制作背景
1989年1月6日の夜、バンドのリハーサル中に本楽曲が出来上がる。翌日の新宿でのライブで初披露することとなったが、翌朝に昭和天皇が崩御。自粛ムードの中で本楽曲を演奏し、初めてアンコールを受けるという体験をした。三宅裕司のいかすバンド天国出演時にも演奏し、1990年1月1日開催のイベント「輝く!日本イカ天大賞」にてベスト・ソング賞、審査員特別賞を受賞。2002年にはMCUがカバー（後述）。他に以下のカバーあり。
- SMOOTH ACE（2002年、アルバム『LOVE STORY〜AVEC PIANO〜』）
- 河口恭吾（2007年、アルバム『君を好きだったあの頃』）

### 収録曲
全曲　作詞：浜崎貴司　編曲：FLYING KIDS
1. 幸せであるように [5:31]
作曲：FLYING KIDS
2. 国民の皆さん [4:36]
作曲：加藤英彦

### 収録アルバム
- オリジナル『続いてゆくのかな』（1990年4月21日）
- ベスト『ザ・バイブル』（1993年12月16日） - ライブテイクを収録。
- ベスト『BEST OF THE FLYING KIDS これからの君と僕のうた』（1998年2月11日）
- ベスト『FLYING KIDS NOW! 〜THE NEW BEST OF FLYING KIDS〜』（2004年2月25日）

## MCUのシングル

### 概要
KICK THE CAN CREW活動時に発売されたソロシングル。当時FLYING KIDS解散中だった浜崎貴司が参加。MV監督は須永秀明。

### 収録曲
1. 幸せであるように/ MCU feat.浜崎貴司[5:46]
作詞：浜崎貴司
作曲：FLYING KIDS
編曲：O'zey's
2. 僕はぬけがらだけおいてきたよ / MCU feat.CHABA[3:19]
作詞：宮沢和史
作曲：小林孝至
編曲：O'zey's
THE BOOMのカバー曲。
3. 幸せであるように [instrumental][5:47]
4. 僕はぬけがらだけおいてきたよ [instrumental][3:10]

### 収録アルバム
- オリジナル『A Peacetime MCU』（2005年5月11日）
- ベスト『BEST OF MCU』（2010年2月10日）